# 고추잠자리
고추잠자리(Crocothemis servilia)는 동아시아·동남아시아·플로리다반도·하와이 등에 분포하는 잠자리의 한 종이다.

## 특징
특징은 고추좀잠자리와 다르세 몸 전체가 빨간 것이 특징이다. 

### 크기
몸길이 약 48mm, 뒷날개길이 약 33~36mm

### 빛깔
바탕색은 황갈색으로 검은 무늬가 전혀 없다. 어린 개체는 노란색을 띠다가 수컷은 성숙하면 몸 빛깔이 전체적으로 빨갛게 된다. 덜 자란 것은 암컷·수컷 모두 날개가 전체적으로 노란색이지만, 성숙하면 수컷은 기부를 제외하고는 투명해지고, 암컷은 앞가장자리 부분 이외는 퇴색한다.

### 서식지
평지의 늪지대에서 발생하고 성충은 4-10월에 못·논·늪·밭·풀밭 등에서 날고 있는 것을 볼 수 있다.

## 사진

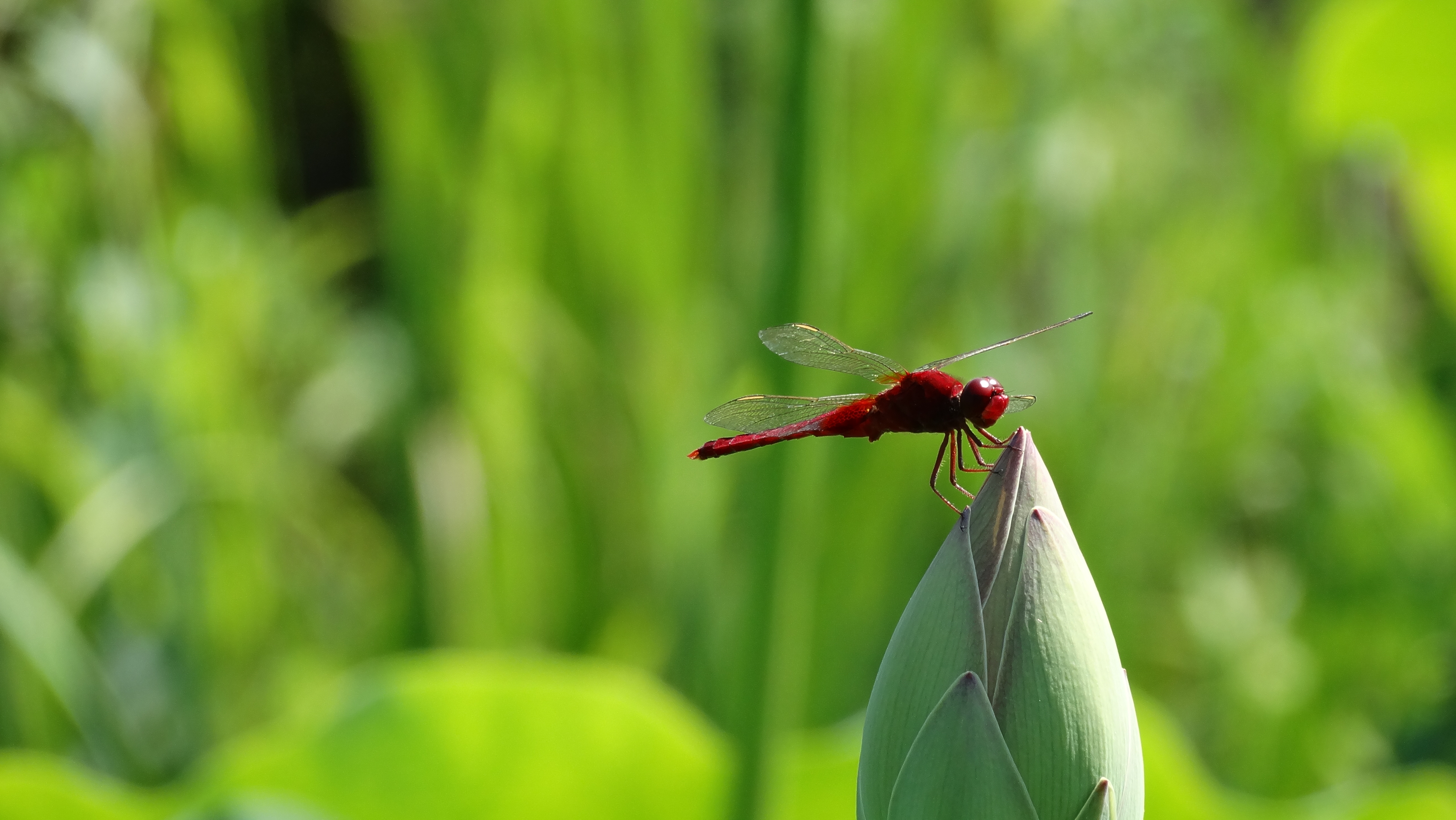
연꽃 봉우리에 앉아있는 고추잠자리
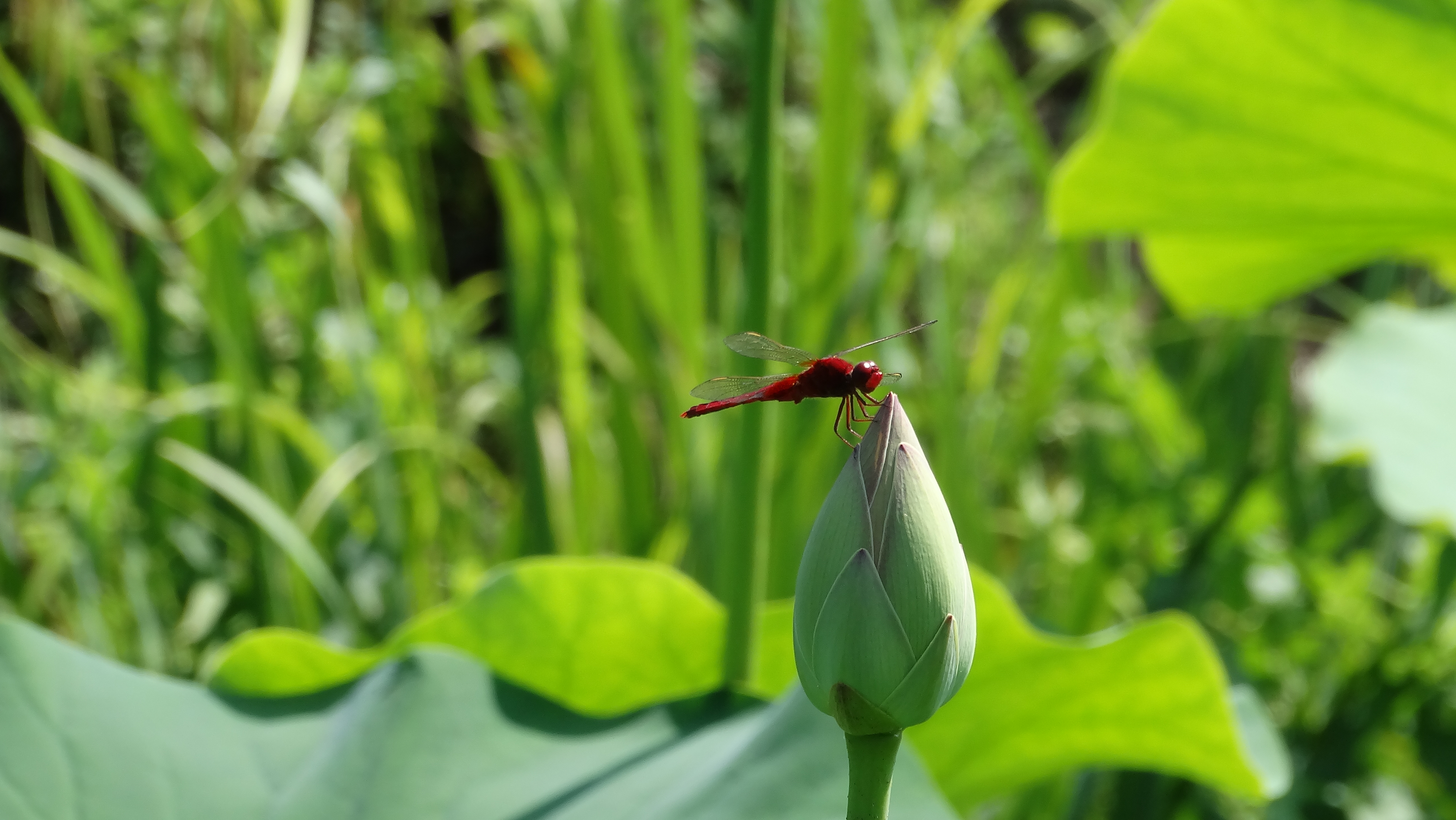
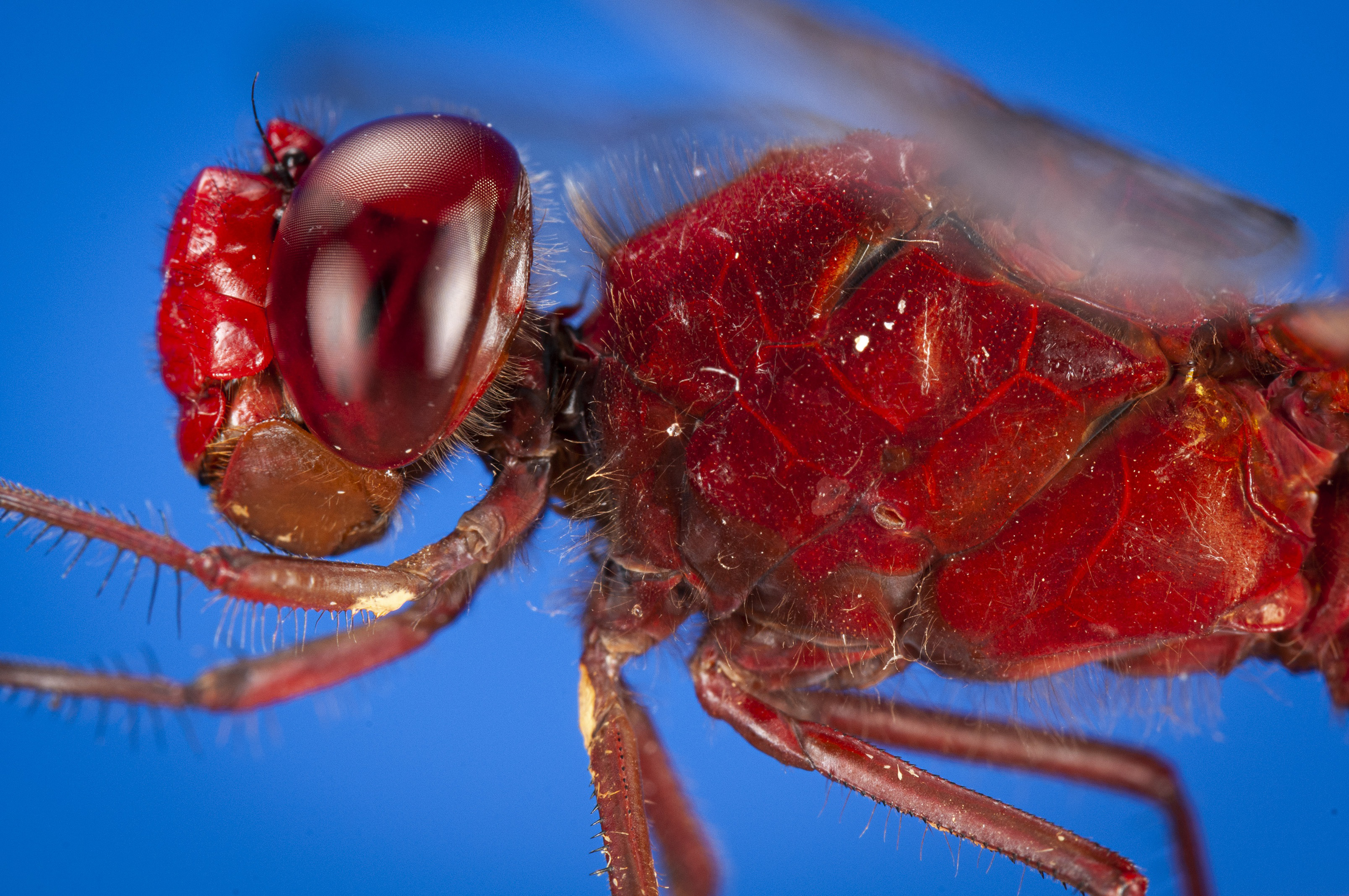
측면 초접사
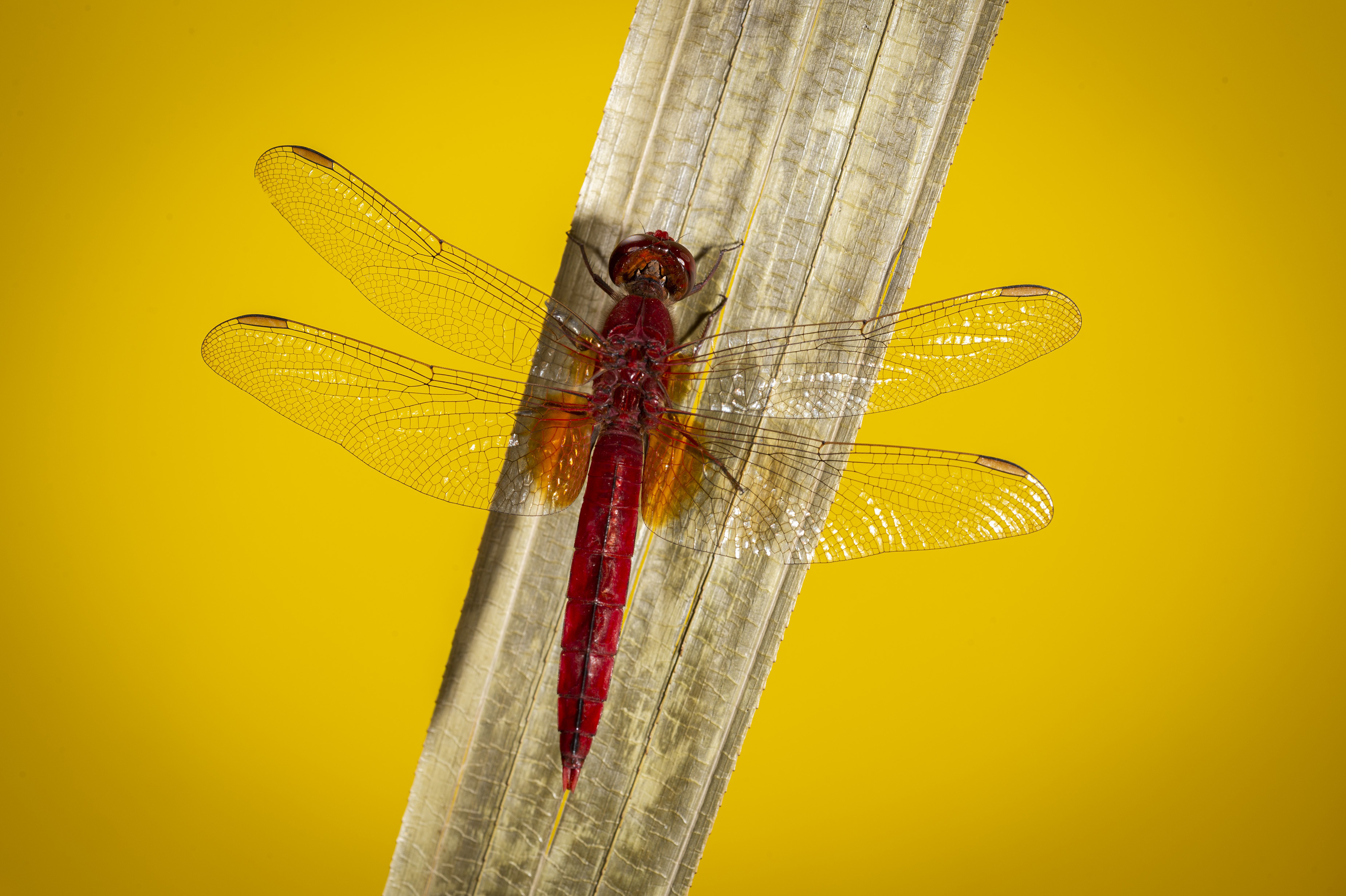
전체적인 모습
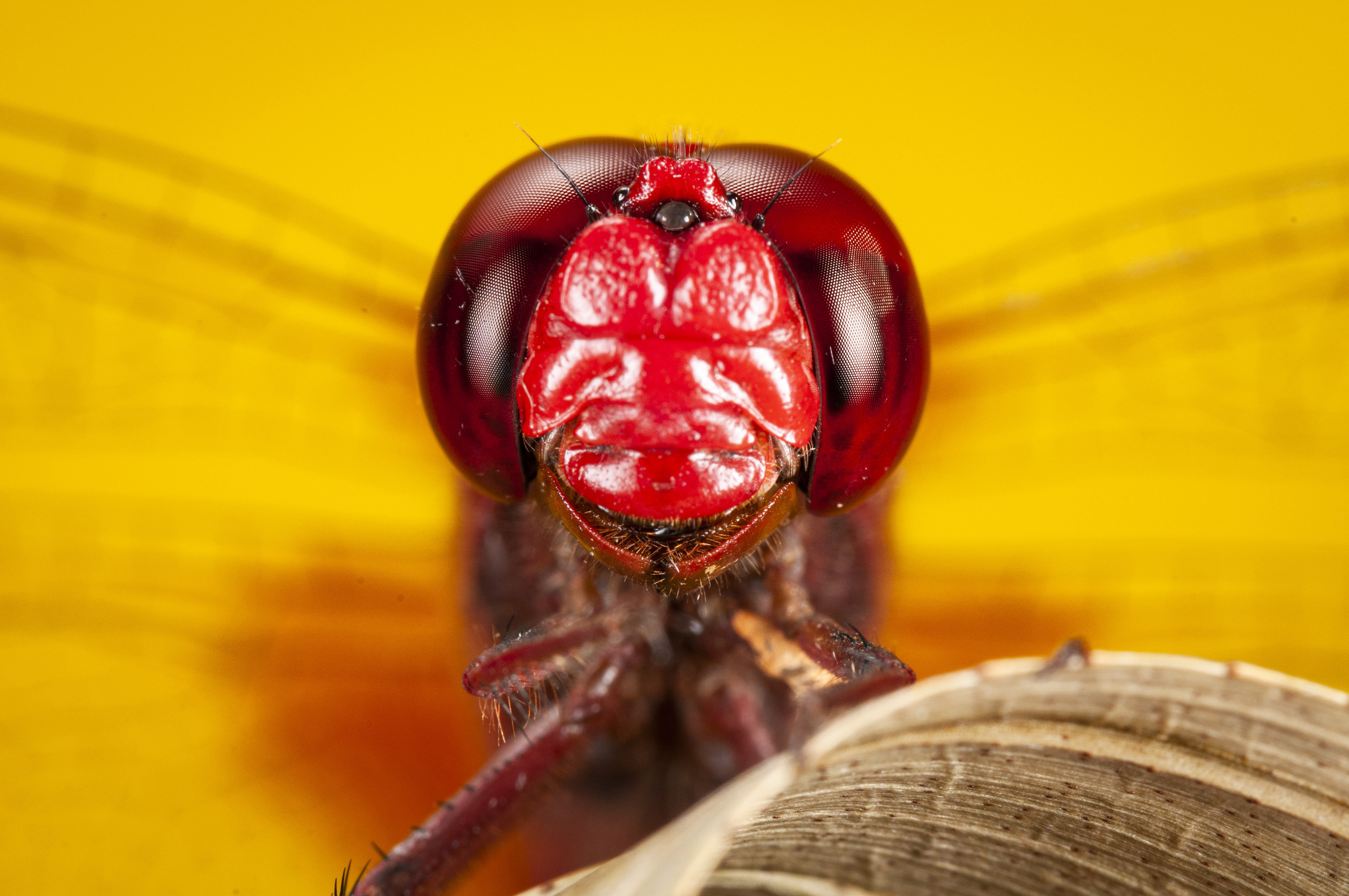
정면 초접사